# Lithophane ornithopus
Lithophane ornithopus là một loài bướm đêm trong họ Noctuidae.